# Corbin
Корбін Бекнер Смідзік (англ. Corbin Beckner Smidzik, нар. 20 лютого 1998 року, Балтимор, Меріленд, Сполучені Штати Америки), більш відомий як Corbin (раніше також як Spooky Black та Lil Spook) — американський репер. У минулому був учасником хіп-хоп/R&B колективу Thestand4rd.

## Кар'єра
Смідзік здобув популярність в інтернеті завдяки низці сольних релізів на SoundCloud. Його перший запис Forest вийшов наприкінці 2013 року і відрізнявся хіп-хоп звучанням, де у кожній пісні Смідзік читав реп, на відміну від його подальших робіт з R&B-акцентом.
До 2014 року Смідзік здобув значну популярність за допомогою SoundCloud та YouTube. Відео на пісню Without You з мікстейпу Black Silk (випущеного в лютому 2014 року) стало вірусним, набравши понад мільйон переглядів. Noisey назвали відео «моментальною класикою» і опублікували статтю під назвою «Is Spooky Black Going to Take Over the R&B Game?» (укр. Spooky Black збирається захопити індустрію R&B?), а журнали Consequence of Sound і Complex назвали Without You однією з найкращих пісень 2014 року.
Смідзік вирізняється тим, що випускає свій матеріал без жодної промоції, і часто відмовляє в інтерв'ю. У серпні 2014 року він випустив мініальбом Leaving та кліп на трек DJ Khaled Is My Father. До жовтня менеджером Смідзіка став канадський продюсер Doc McKinney. У грудні відбулася прем'єра нової пісні Worn під новим псевдонімом Corbin. У Твіттері Смідзік пояснив причину зміни імені тим, що «Spooky Black - ідіотське ім'я».
У тому ж 2014 році Смідзік та інші музиканти з Міннесоти Bobby Raps і Psymun заснували хіп-хоп/R&B колектив Thestand4rd. Вони випустили свій однойменний дебютний альбом Thestand4rd у листопаді 2014 року, повністю спродюсований самим колективом та Doc McKinney. У листопаді 2014 року Корбін із Stand4rd вирушили в тур Сполученими Штатами, під час якого виступили в нью-йоркському клубі SOB's, де їх представив DJ Khaled. Гурту у підсумку вдалося розпродати квитки до усіх семи концертів свого дебютного хедлайнерського туру.
Після виходу альбому Couch Potato з Bobby Raps у 2015 році, Смідзік затих і майже не виступав протягом 2 років. 16 січня 2017 року він неочікувано завантажив пісню Destrooy на свій SoundCloud. 25 червня 2017 року він оголосив у Твіттері, що він, Shlohmo та D33J поїдуть у тур Північною Америкою наприкінці року. Пізніше, 24 серпня, Смідзік анонсував свій дебютний альбом Mourn, який вийшов 5 вересня 2017 року на лейблі Shlohmo, Wedidit.
1 січня 2019 року Корбін почав випускати сингли на власній сторінці на саундклауді. Першим вийшов Wretch як новорічний подарунок шанувальникам. Протягом року за Wretch послідувало ще кілька синглів, як нових, так і раніше не виданих. Пізніше, у серпні того ж року, Корбін втратив доступ до свого акаунту на Spotify.
У 2020 році внаслідок втрати доступу до свого акаунту на Spotify Корбін почав завантажувати попередні релізи зі SoundCloud на новий профіль Spotify під своїм власним ім'ям  — Corbin Smidzik. Серед цих публікацій - попередня версія його альбому Mourn під простою назвою Mourn 2016.
24 липня 2020 року Корбін з`явився у пісні The Kid Laroi Not Fair з його дебютного мікстейпу F*ck Love. Корбін також знявся у музичному кліпі, випущеному того ж дня. Пісня отримала золотий сертифікат в Австралії від ARIA у 2021 році.
Пісня Interlude з його мініальбому Leaving з'явилася наприкінці документального фільму Untold: Caitlyn Jenner, що вийшов 24 серпня 2021 року.
Корбін писав пісні для таких виконавців, як SONNY, Future, Nav та Dua Saleh.

## Дискографія

### Студійні альбоми
- 2014 — Thestand4rd (як Spooky Black) (з Allan Kingdom[en], Bobby Raps та Psymun[en], як Thestand4rd[en])
- 2017 — Mourn
- 2019 — Mourn 2016 (як Corbin Smidzik)
- 2021 — Ghost With Skin
- 2025 — Crisis Kid

### Мініальбоми
- 2014 — Leaving (як Spooky Black)
- 2015 — Couch Potato (з Bobby Raps)

### Мікстейпи
- 2013 — Forest (як Spooky Black)
- 2014 — Black Silk (як Lil Spook)